# Ко Ду Сім
Ко Ду Сім (кор. 고두심) — південнокорейська акторка.

## Біографія
Ко Ду Сім народилася 22 травня 1951 року на острові Чеджу. З дитинства Ду Сім мріяла стати акторкою, тож по закінченню середньої школи вона в надії здійснити мрію переїздить до брата в Сеул. Спочатку влаштовується на роботу до невеликої торгівельної фірми, але про мрію не забуває. 
У 1972 році Ду Сім взяла участь у відборі акторок, яку проводила студія MBC. Пройшовши кастинг, Ду Сім незабаром виконала свою першу невелику роль в телесеріалі. У наступні роки молода акторка знімалась лише на телебаченні, поки у 1979 році не дебютувала на великому екрані. У наступні десятиліття Ко Ду Сім виконала десятки ролей на телебаченні та в кіно, за що отримала численні акторські нагороди та стала однією з найбільш високооплачуваних акторок телебачення. Ду Сім кілька разів отримувала головний приз корейських кінопремій. Останніми роками головним амплуа акторки стало виконання ролей турботливих, схильних до самопожертви матерів у драматичних телесеріалах. Так, у 2015 році вона зіграла роль матері великої родини, яка раптово дізнається, що невиліковно хвора, та намагається до кінця приховувати це від рідних, у популярній мелодрамі «Все про мою маму». Ця роль принесла акторці чергову головну нагороду телевізійної премії KBS драма.

## Фільмографія
За свою майже 50-річну кар'єру Ко Ду Сім зіграла ролі приблизно в 130 серіалах та 20 фільмах. В таблицях наведені лише найвідоміші її ролі.

### Телевізійні серіали
| Рік       | Назва                             | Роль                         | Мережа |
| --------- | --------------------------------- | ---------------------------- | ------ |
| 1972      | «Головний слідчий»                | мати викраденої дитини       | MBC    |
| 1989      | «Ланцюги кохання»                 | Хан Чон Сук                  | KBS2   |
| 1990      | «Танцююча Гаягим»                 | Лі Ким Хва                   | MBC    |
| 1995—1996 | «Чоловік з лазні»                 | Чан Йон Чжа                  | KBS2   |
| 2000      | «Чесноти»                         | Кім Сун Рьо                  | SBS    |
| 2004      | «Красивіша за квітку»             | Лі Йон Чжа                   | KBS2   |
| 2004      | «Ода річці Хан»                   | Кім Йон Хї                   | MBC    |
| 2006      | «Сеул 1945»                       | Чон Хян Гин                  | KBS1   |
| 2006—2007 | «Снігова королева»                | Пак Йон Ок                   | KBS2   |
| 2007      | «Щаслива жінка»                   | Пак Вон Хї                   | KBS2   |
| 2007-2008 | «Кубики марінованої редьки»       | Пек Гим Хї                   | MBC    |
| 2010      | «Великий купець»                  | Халь Ме                      | KBS1   |
| 2011      | «Сяй сяй»                         | Лі Квон Ян                   | MBC    |
| 2011—2012 | «Якщо прийде завтра»              | Сон Чон Ін                   | SBS    |
| 2013      | «Ти найкраща!»                    | Кім Чон Е                    | KBS2   |
| 2013      | «Хо Чон, початок історії»         | мадам Сон                    | MBC    |
| 2013      | «Одружися з ним, якщо насмілишся» | Лі Мі Ран                    | KBS2   |
| 2013—2014 | «Єдине тепле слово»               | Кім На Ра                    | SBS    |
| 2014      | «Матусин сад»                     | Чон Сун Чон                  | MBC    |
| 2014      | «Чотири легендарні відьми»        | Сім Бок Ньо                  | MBC    |
| 2015      | «Вище суспільство»                | Мін Хьо Су                   | SBS    |
| 2015      | «Віртуальна наречена»             | Ян Чхун Чжа                  | KBS2   |
| 2015—2016 | «Все про мою маму»                | Ім Сан Ок                    | KBS2   |
| 2016      | «Дорогі мої друзі»                | Чан Нан Хї                   | tvN    |
| 2016      | «Друга та остання любов»          | мати Кан Мін Чжу             | SBS    |
| 2016—2017 | «Наша Кап Сун»                    | Ін Не Сім                    | SBS    |
| 2018      | «Мій Аджоссі»                     | Бьон Йо Сун                  | tvN    |
| 2018      | «Казка про фею»                   | Сон Ок Нам (у літньому віці) | tvN    |
| 2019      | «Коли квітне Камелія»             | Ток Сун                      | KBS2   |

### Фільми
| Рік  | Назва                      | Роль           |
| ---- | -------------------------- | -------------- |
| 1980 | «Прихований герой»         | Юн Ім          |
| 2002 | «Будь смілива, Ким Сун!»   | мати Ким Сун   |
| 2004 | «Моя мати, русалка»        | Йон Сун        |
| 2006 | «Родинні зв'язки»          | О Му Сін       |
| 2009 | «Доброго ранку, президент» | Хан Кьон Чжа   |
| 2010 | «Гран-прі»                 | Ко Ю Чон       |
| 2017 | «Підготовка»               | Е Сун          |
| 2019 | «Вихід»                    | Хьон Ок        |
| 2019 | «Стартап»                  | бабця Сан Піля |

## Нагороди
| Рік  | Нагорода                                   | Категорія                                            | Робота                | Результат | Прим.  |
| ---- | ------------------------------------------ | ---------------------------------------------------- | --------------------- | --------- | ------ |
| 1989 | 3-тя Премія KBS драма                      | Головний приз (Daesang)                              | «Ланцюги кохання»     | Перемога  |        |
| 1990 | 9-та Премія MBC драма                      | Головний приз (Daesang)                              | «Танчююча Гаягим»     | Перемога  |        |
| 1993 | 29-та Премія Пексан                        | Головний приз (Daesang)                              | «Жінка мого чоловіка» | Перемога  |        |
| 2000 | 8-ма Премія SBS драма                      | Головний приз (Daesang)                              | «Чесноти»             | Перемога  |        |
| 2004 | 23-тя Премія MBC драма                     | Головний приз (Daesang)                              | «Ода річці Хан»       | Перемога  | [ 6 ]  |
| 2004 | 18-та Премія KBS драма                     | Головний приз (Daesang)                              | «Красивіша за квітку» | Перемога  | [ 7 ]  |
| 2006 | 47-й Міжнародний кінофестиваль у Салоніках | Найкраща акторка                                     | «Родинні зв'язки»     | Перемога  | [ 8 ]  |
| 2014 | 22-га Премія SBS драма                     | Спеціальна нагорода (акторка середньотривалої драми) | «Єдине тепле слово»   | Перемога  | [ 9 ]  |
| 2015 | 29-та Премія KBS драма                     | Головний приз (Daesang)                              | «Все про мою маму»    | Перемога  | [ 10 ] |